# ブルーエール
株式会社ブルーエールは、東京都中央区日本橋にある芸能プロダクション。2015年9月設立。代表取締役 三浦泰史。

## 概要
社長の三浦泰史がワン・ステップ・ミュージックからオフィスジュニアの勤務を経て2015年に独立して設立した芸能プロダクションである。俳優・歌手・アスリート・脚本家・演出家・小説家 等、幅広くマネジメントをしている。

## 所属タレント
- 成松慶彦
- 竹中里美
- 木村優良
- 船木政秀
- 大林ちえり
- 開沼豊
- 美月凛音
- 武田知大
- 立花美優/MIU
- 伊能昌幸
- 吉田奈央
- 勝沼優
- 織部晴日
- 香厘
- 髙宮千瑶
- 夏目琉生
- 大同彩花
- 天木奏喜
- 松本美奈子
- 米島うらら
- 菅野臣太朗
- 川光俊哉
- 石倉三郎(業務提携)
- 浅野温子(業務協力)
- 過去の所属者
- わたなべかすみ